# طالب العام الثاني

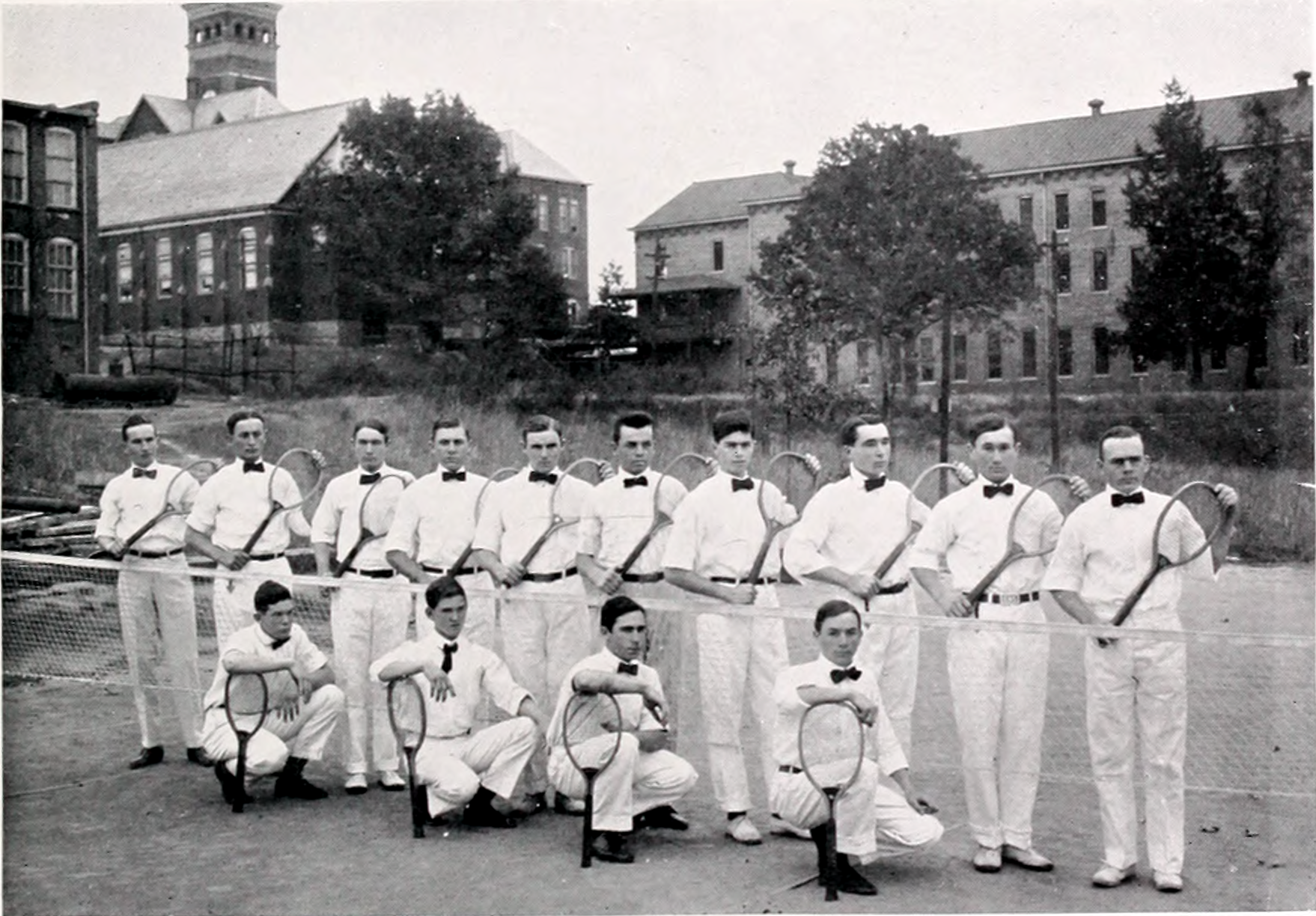
نادي التنس في كلية كليمسون للسنة الثانية 1911

طالب العام الثاني (بالإنكليزية: Sophomore) وهو طالب في العام الثاني من الدراسة في المدرسة الثانوية (الصف - 10) أو الكلية.

## المدرسة الثانوية
الصف العاشر وهو العام الثاني من فترة المدرسة الثانوية للطالب في أمريكة (وعادة تراوح من 15 إلى 16) وكما يُشار إليه باسم عام طالب جامعيّ في العام الثّاني.
في كيفية قراءة كتاب، يقول برنامج Mortimer Adler للفيلسوف الأرسطي ومؤسس «كتب عظيمة من العالم الغربيّ»، كانو هناك دائما أولئك الذين يعرفون القراءة والكتابة، والذين قرأوا على نطاق واسع للغاية، وليس بشكل جيد. وكان لليونانيين اسماً لهذا الخليط التعلم والحماقة التي يمكن تطبيقها على الكتب ولكن قراءة سيئة لجميع الأعمار. إنّهم جميعاً 'طلاب العام الثاني'.
من المتوقع أن يبدأ طلاب المرحلة الثانوية في الإعداد لعملية طلب الكلية، بما في ذلك زيادة وتركيز أنشطتها الخارجة عن المناهج الدراسية. كما يعتبر الطلاب في هذا المستوى من التطور ولديهم قدرة أكبر على التفكير المجرد.

## الكلية / الجامعة
يُستخدم مصطلح طالب جامعيّ في العام الثاني أيضًا للإشارة إلى طالب في العام الثاني من الكلية أو الدراسات الجامعية في الولايات المتحدة؛ وعادة كلية طالب جامعيّ في العام الثّاني تتراوح أعمارهم بين 19 إلى 20 عام.
في الولايات المتحدة، ينصح الطلاب الجامعيين ببدء التفكير في الخيارات الوظيفية واشراكهم في العمل التطوعي أو المنظمات الاجتماعية داخل الحرم الجامعي أو بالقرب منه